# Pierre Antoniucci
Pierre Antoniucci est un peintre, dessinateur, graveur et sculpteur contemporain né le 26 novembre 1943 à Paris. Fils du sculpteur Antoniucci Volti, il a enseigné la peinture à l’École supérieure des beaux-Arts de Rennes et celle de Tours. Il travaille et vit à Malakoff à partir de la fin des années soixante. Pierre Antoniucci est représenté par la galerie Oniris à Rennes dès 1987 et par celle d'Akié Arichi à Paris depuis 2001.

## Biographie
Entre figuration et abstraction sa peinture le classe parmi les « matérialistes ». Ses sujets de prédilection: les portraits, les chevaux dessinés au bitume, la représentation de l'atelier circulaire, les machinales, les vortex. Il travaille au croisement des formes, des figures et des matières en utilisant des supports divers comme la toile, le carton cannelé, la résine et la cire.

## Techniques et supports de son œuvre
Des innovations techniques caractérisent le travail de Pierre Antoniucci : des textures à base de cendre, de sablon, de pigments, des dessins monumentaux au noir de bitume, des marouflages de papier successifs, des séries de gouache sur pliage de papier marouflé.
Depuis les années 2010, il peint sur du carton nid d'abeille dont la légèreté du support permet une multitude de combinaisons et de volumes, de pans se juxtaposants, de sculptures peintes, de perforations, etc. Peintures qu’il nomme les Objouets.
Pierre Antoniucci créé aussi des "cabosses" :  technique créée par l’artiste par injection de polystyrène dans la toile générant des reliefs en vagues successifs.
Ces inventions techniques permettent de suivre l’évolution de son travail depuis les années 1980 dont La Figure et les Choses en sont les thèmes principaux. La Figure est le registre figuratif par excellence et les Choses ouvrent les portes de l’abstraction.
Ce dualisme est pour l’artiste une voie singulière reflétant l’évolution de l’art jusqu’au moment contemporain.

## Thèmes

### Du cheval à l’Atelier circulaire
Le cheval et l’Atelier circulaire sont les deux thèmes majeurs dans l’art de Pierre Antoniucci.
« J’ai traversé toutes les étapes de ma vie avec la figure du cheval. (…) En 1985, il y a quarante ans, le dessin d’un cheval sur le dos apparut sur ma toile. Un dessin de cheval quasi grandeur nature sur une toile blanche. Et juste après, dans la même semaine, j’ai fait disparaître la figure cheval, en laissant sa surface à un vide, et dans ce négatif, j’ai construit l’atelier circulaire : le cheval disparu me laissait sa place centrale pour dessiner, en pivotant sur moi-même, le tour de mon atelier. En dessinant les objets, les tableaux, les tables et les murs, je lançais des lignes qui, en heurtant les bords du cadre, rentraient par rebond au centre pour s’y évanouir. Je continue encore aujourd’hui ce travail sur la nature morte, sous l’œil amusé de Braque et Morandi. »

### DesPoussinadesauxVortex
En hommage à Nicolas Poussin, il crée les Poussinades. Nombreuses petites figures humaines en mouvement représentées dans de nombreuses situations avec différentes techniques, du marouflage, jusqu’aux peintures cendrées. Ces petites figures humaines, au fil du temps s’enroulent dans des tourbillons fuyants, qu’il appelle les vortex, évocation de ses ateliers circulaires.

### DesTextes GénérateursauxMachinalesetAlma au chapeau
Chez Pierre Antoniucci le mot, la phrase, le poème, précède ou suit les formules plastiques. Ce sont ses Textes Générateurs, textes fantômes qui apparaissent et disparaissent en imprégnant ses créations. Ce rapport à l’écriture dans l’œuvre le conduit au théâtre  dans plusieurs installations dont l’une à Paris, l’autre à Bruxelles, la Barque, Alma au chapeau.
Pierre Antoniucci travaille également sur les thèmes suivants : Le Quadri invectif avec Alain Borer, les Figures de caisse, Jab, Woyzeck, Va-et-Vient, Objouet et Hip-hop.

## Sélection d’expositions entre 1970 et 2024
Centres d’art
- 2023 - Tonitruante et Biblotage, espace Manège Rochambeau-Vendôme, Loir-et-Cher
- 2014 - Centre d’Art Contemporain de la Matmut à Saint-Pierre de Varengeville en Seine-Maritime
- 2012 - Centre d’Art Contemporain de Royan en Charente-Maritime
- 2009 - Chapelle des Ursulines à Ancenis (domaine d’extension du Centre d’Art de Montrelais) dans la Loire-Atlantique
- 2000 - Centre d’Art Contemporain, carré Saint-Vincent à Orléans dans le Loiret
- 2000 - Musée de Vendôme à Vendôme, Loir-et-Cher
- 1999 - Huiles, cendres et cabosses 1999-2000. Texte de Sylvie Rault- Maisonneuve. Centre d’Art Passerelle à Brest.
- 1992 -  Centre d’Art Contemporain de Castres, dans le Tarn.

Galeries
- Galerie Oniris à Rennes en Ille-et-Vilaine, 12 expositions de toiles et dessins et participation a des manifestations, depuis 1987, dont : Lignes et interlignes, 2005 - Art Paris au carrousel du Louvre,  2004 - Croisée et miroirs, 1992- Le sujet du tableau, texte de Michel Enrici. 1989, Le ciel et la barque, préface de Bernard Lamarche-Vadel.
- Galerie Akié Arichi, Paris- Exposition de toiles, dessins et créations/ illustrations de livres d’art, dont : Expositions personnelles en 2014, 2007 et 2001, Dix dessins pour dix poèmes d’Ossip Mandelstam.
- 1994 et 1990, La barque - Galerie Barbier Beltz à Paris.
- Galerie de France à Paris- Expositions personnelles en 1983 et 1986, texte du catalogue par Yves Michaud.

## Expositions à l'étranger
Jarfo Kyoto Garo à Kypto au Japon
Gallery Modernism à San Francisco. États-Unis
Galerie Raza à Calcutta. Inde
Galerie Catherine Niederhauser à Lausanne. Suisse
Galerie du Royal Nothern Nollege à Manchester. Angleterre
Galerie de l’Institut Français d’Écosse à Edinbourg. Écosse
Galerie Matisse. Institut Français du Royaume-Uni à Londres. Angleterre.
Galerie X+. Bruxelles en Belgique
Galerie Beaumont au Luxembourg
Galerie X+ Confrontations. Knokke le Zoute en Belgique

### Catalogues monographiques
Pierre Antoniucci. Entracte. Centre d’Art Contemporain de la Matmut à Saint-Pierre-de-Varengeville en Seine-Maritime. Ed. Carpentier, 2014
Pierre Antoniucci, portraits et figures de texte. Centre d’Arts Plastiques de Royan, 2012
Théâtre d’ombre. Texte et peinture  Pierre Antoniucci. Galerie Oniris à Rennes, 2008
Pierre Antoniucci//figures//poussinades//portraits//woy///woyzeck. Ed. La politique du simple, 2008
Le livre blanc. Texte et dessins de Pierre Antoniucci. Galerie Oniris à Rennes, 2007 
Catalogue Galuval, texte d'Alain Borer, 2007
Dispositif Woyzeck. Texte et peinture Pierre Antoniucci. Chapelle Saint-Jacques à Vendôme, 2004
Huiles, cendres et cabosses 1999-2000. Texte de Sylvie Rault-Maisonneuve. Centre d’Art Passerelle à Brest, 1999
Pierre Antoniucci. Principe de discontinuité dans la peinture de Pierre Antoniucci par Maïten Bouisset. Galerie Oniris à Rennes, 1995
Le sujet du tableau. Texte de Michel Enrici. Galerie Oniris à Rennes, 1992
Antoniucci. Interview de Alberte Grynpas Nguyen.  Galerie Matisse, Institut français du Royaume-Uni - Londres, Galerie de l’Institut français d’Écosse - Edimbourg, Galerie du Royal Northern College of Music - Manchester, 1991/1992
Antoniucci. La transparence et l’obstacle par Jérôme Saglio. Galerie Barbier Beltz à Paris, 1990
La barque. Galerie Barbier Beltz à Paris, 1990
La barque. Galerie X+ à Bruxelles en Belgique, 1990 
La balade d’Alma aux chapeaux. Texte et peinture Pierre Antoniucci. Collaboration : Victor Jobsa et Nicole Calloc’h. Galerie X+ à Bruxelles en Belgique, 1988
Pierre Antoniucci, le ciel et la barque. Préface de Bernard Lamarche-Vadel, Galerie Oniris à Rennes, 1989
Peintures. Texte d'Yves Michaud. Galerie de France, 1986

### Catalogues et ouvrages collectifs
- Catalogue autour de Pierre Antoniucci, Pont-Scorff, 2011
- L’Art contemporain en France, textes de Catherine Millet, Ed. Flammarion, 2005 (ISBN 9782080114723)
- Art Monumental, Catalogue de la bourse d’Art d’Ivry, 2003
- L’Ame du fonds, FRAC Ile-de-France, 1994.  (ISBN 2-950-7136-1-0)
- Le sens figuré, Ed. FRAC Ile-de-France, 1992.  (ISBN 2-950-7136-0-2)
- Exposition-vente internationale d’œuvres originales d’artistes contemporains au profit d’Amnesty international. Ed. Librairie du Bassin/ Amnesty International, 1992
- La commande publique 1991, directeur de publication : François Barré. Édité par la Délégation aux Arts Plastiques de Paris, 1992
- Fonds national d’Art contemporain du Limousin, texte de Frédéric Paul, 1990
- Spinnakers, opération cargo, quatre peintres : Pierre Antoniucci, Tony Soulié, Aki Kuroda et Christophe Cuzin. Texte Pascal Bonafoux et Henry Sylvestre. Ed. Maeght, 1991
- 86, quai de Seine, Grande Halle de la Villette, 1990
- 1789-1989, le témoignage de la peinture, Ed. Les Halles d’Avances, 1989
- FRAC Basse-Normandie, acquisitions, 1988
- Métaphore, photographies de Keiichi Tahara sur dix artistes, textes de Catherine Millet et Yohji Yamamoto, 1986
- Des Arts, revue trimestrielles, 1985
- Ils sont passés par ici, texte Michel Pagnoux, Chapelle de la Tour d’Auvergne à Quimper, 1985

## Filmographie
Visite à la peinture antique. Dans l’atelier de Pierre Antoniucci de Nora Philippe. Documentaire de 23 minutes. Edition DVD Ans Editions, 2009

## Élèves
- Bruno Edan de 1974 à 1979 au Beaux-arts de Rennes